# San Calixto
San Calixto é um município da Colômbia, localizado no departamento de Norte de Santander.